# Riu Kökömeren
El riu Kökömeren (kirguís: Көкөмерен) és un afluent dret del riu Naryn situat al districte de Jumgal, a la província de Naryn del Kirguizstan. Està format per la confluència dels rius Suusamyr i Karakol. Flueix a través en un estret congost de Tian Shan occidental. Al principi flueix 30 km al sud, després gira cap a l'est i després de 20 km conflueix amb el Dschumgal. Llavors flueix 15 km al sud. El Kökömeren gira cap a l'oest a la desembocadura del Mingkusch. Finalment, es troba amb el costat dret del riu Naryn. Tres quilòmetres més amunt de la desembocadura se li uneix l'afluent Kebyuk Suu per la dreta.
La longitud del riu Kökömeren és 108 quilòmetres i les seves conques hidrogràfiques abasten 10.400 m². Posseeix un important potencial d'energia hidroelèctrica. El juny de 2011, la Xina i el Kirguizstan van signar un protocol d'intencions per iniciar la construcció de la cadena de plantes d'energia hidroelèctrica al voltant del riu. Les activitats turístiques més destacades que es duen a terme al llarg d'aquest riu són la pràctica del ràfting i la pesca.

## Afluents
En el riu hi convergeixen els afluents següents:
- Riu Jumgal (esquerra)
- Riu Mingkush (esquerra)
- Riu Kebyuk Suu (dreta)